# Robert Thum
Robert Thum (* 25. September 1908 in Wien; † September 1980) war ein österreichischer Tischtennis-Nationalspieler. Er wurde 1928 Weltmeister im Doppel.

## Werdegang
In den 1920er Jahren gehörte Robert Thum dem Wiener Athletiksport Club (WAC) an. Von 1928 bis 1951 nahm er sechsmal an Weltmeisterschaften teil. Bei der WM 1928 wurde er Weltmeister im Doppel mit Alfred Liebster vor den Engländern Charles Bull/Fred Perry. 1930 wurden sie Zweiter, als sie das Finale gegen das ungarische Doppel Victor Barna/Miklós Szabados verloren. Weiterhin erreichte Thum mit der österreichischen Herrenmannschaft 1928 das Endspiel. Auch 1929 holte er Silber im Teamwettbewerb, 1932 Bronze. 1928 wurde er in der ITTF-Weltrangliste auf Platz 10 geführt.
Nach dem Zweiten Weltkrieg trug Robert Thum maßgeblich zum Wiederaufbau der Strukturen des österreichischen Tischtennissports bei.
Thum war verheiratet mit Eugenie Prager (* 1910 in Wien; † 1999). Er lebte mindestens bis 1947 in Wien. Im September 1980 verstarb er und wurde auf dem Friedhof Döbling bestattet.

## Turnierergebnisse
| Verband | Veranstaltung     | Jahr | Ort       | Land | Einzel        | Doppel    | Mixed         | Team |
| ------- | ----------------- | ---- | --------- | ---- | ------------- | --------- | ------------- | ---- |
| AUT     | Weltmeisterschaft | 1951 | Wien      | AUT  | keine Teiln.  | Qual      | keine Teiln.  |      |
| AUT     | Weltmeisterschaft | 1933 | Baden     | AUT  | letzte 64     | letzte 16 | keine Teiln.  |      |
| AUT     | Weltmeisterschaft | 1932 | Prag      | TCH  | letzte 32     | letzte 64 | letzte 32     | 3    |
| AUT     | Weltmeisterschaft | 1930 | Berlin    | FRG  | letzte 16     | Silber    | letzte 16     | 4    |
| AUT     | Weltmeisterschaft | 1929 | Budapest  | HUN  | Viertelfinale | letzte 16 | letzte 32     | 2    |
| AUT     | Weltmeisterschaft | 1928 | Stockholm | SWE  | letzte 64     | Gold      | Viertelfinale | 2    |